# Уайт (окръг, Илинойс)
Вижте пояснителната страница за други значения на Уайт.
Окръг Уайт (на английски: White County) е окръг в щата Илинойс, Съединени американски щати. Площта му е 1300 km², а населението - 15 371 души (2000). Административен център е град Карми.